# Горняни
Горняни (словац. Horňany) — село, громада округу Тренчин, Тренчинський край. Кадастрова площа громади — 6.71 км².
Населення 441 особа (станом на 31 грудня 2020 року).

## Історія
Горняни згадуються 1352 року.

## Населення
| Рік:            | 1994. | 2004.   | 2014.    | 2024.   |
| --------------- | ----- | ------- | -------- | ------- |
| Кількість осіб: | 384   | 399     | 451      | 427     |
| Різниця:        |       | +3,90 % | +13,03 % | -5,32 % |

| Рік:            | 2023. | 2024.   |
| --------------- | ----- | ------- |
| Кількість осіб: | 424   | 427     |
| Різниця:        |       | +0,70 % |